# Odraz mrtvé kočky

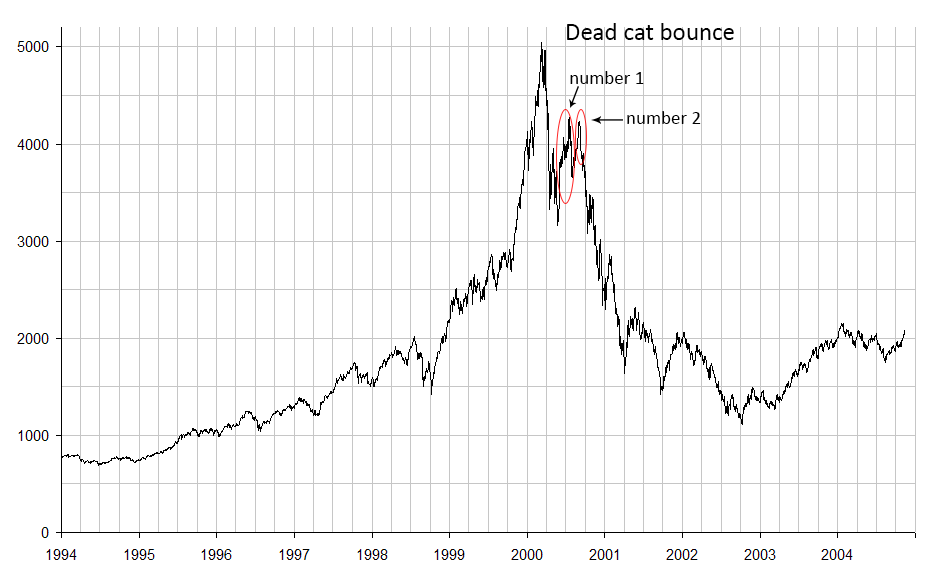
„Odraz mrtvé kočky“ na indexu NASDAQ po splasknutí internetové bubliny v roce 2000

Odraz mrtvé kočky (anglicky Dead cat bounce) je koncept ve finančnictví, který označuje krátkodobé navýšení jinak padající ceny akcie. Vychází z představy, podle které se „i mrtvá kočka odrazí, pokud padá dostatečně rychle a z velké výšky.“
Poprvé se tato fráze v médiích objevila v prosinci 1985. V článku Financial Times jeden z brokerů uvedl, že vzestup akciových trhů v Malajsii a Singapuru po strmém pádu během tehdejší recese je tím, co nazývají „odraz mrtvé kočky“. Po této zmínce ekonomiky obou zemí pokračovaly v poklesu, ale v následujících letech opět expandovaly. Cenová formace odrazu mrtvé kočky je užívána v rámci technické analýzy při obchodování s akciemi. Technickou analýzou je tento vzor popisován jako pokračující formace podobná začátku reverzního vzorce – začne sestupem, následuje výrazný zpětný pohyb, který ale selže a namísto pokračování vzhůru začne opět sestupovat a dosáhne ještě nižší hodnoty.